# جهان أباد بر أفتاب (دشت روم)
جهان أباد بر أفتاب (بالفارسية: جهان‌آباد برآفتاب) هي قرية تقع في إيران في قسم دشت روم الريفي. يقدر عدد سكانها بـ 715 نسمة .